# ルイ・ド・ブルボン＝コンデ (クレルモン伯)

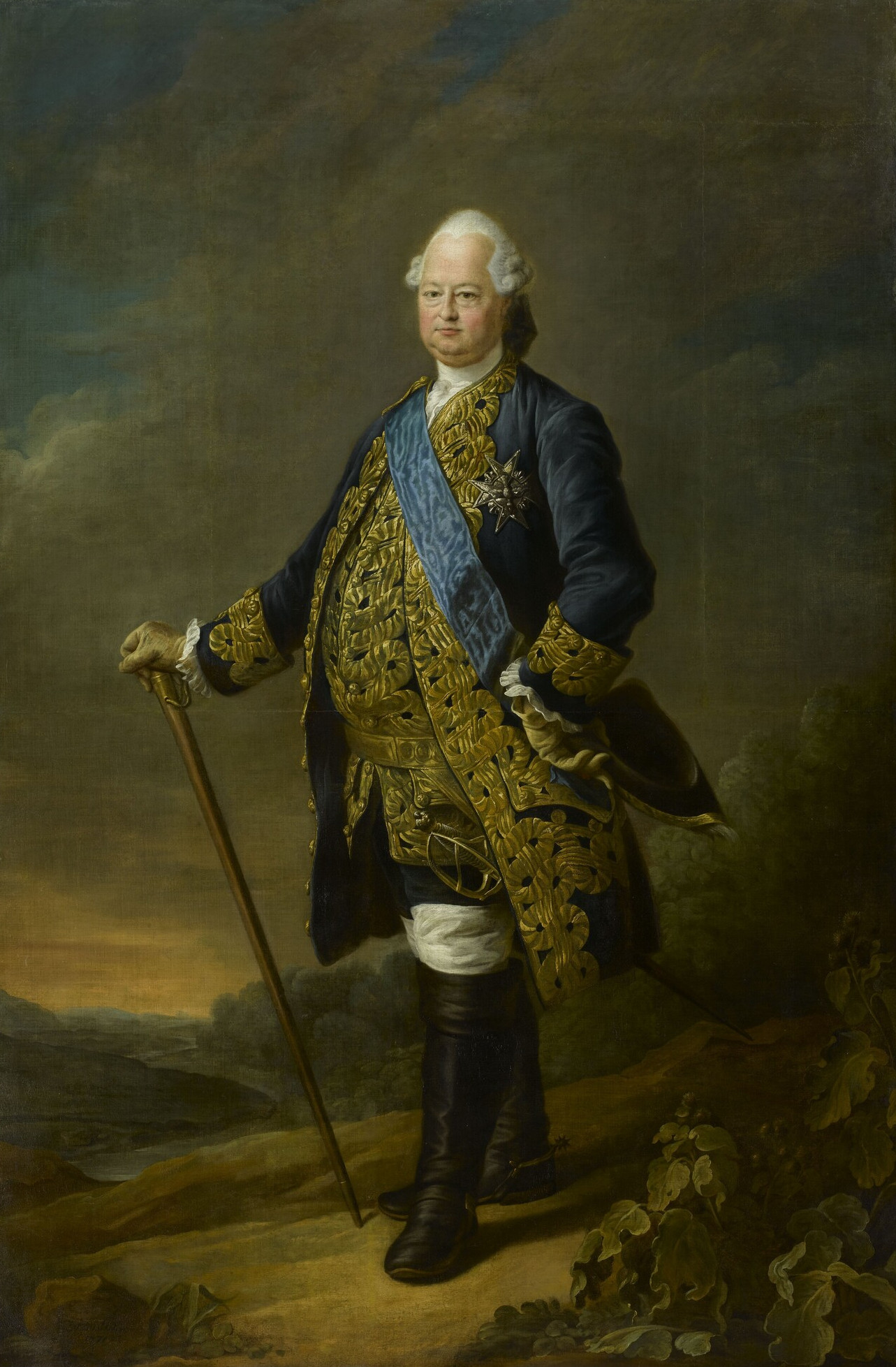
クレルモン伯ルイ

ルイ・ド・ブルボン＝コンデ（仏: Louis de Bourbon-Conde, 1709年6月15日 - 1771年6月16日）は、ブルボン朝期のフランス貴族。クレルモン（クレルモンタン＝アルゴンヌ）伯（comte de Clermont-en-Argonne）。

## 生涯
コンデ公ルイ3世とルイーズ・フランソワーズ・ド・ブルボンの第9子として生まれる。ルイ15世の青年期の摂政として絶大な権力を振るったブルボン公ルイ・アンリ（コンデ公ルイ4世アンリ）の弟、フランス革命戦争でコンデ軍を率いることになるコンデ公ルイ5世ジョゼフの叔父にあたる。
軍人で、スービーズ元帥からは「優秀な将校」と評価されているが、本人はぐうたらな生活の方が性に合っていたようで、1760年代にサン・ジェルマン・デ・プレ教会座主となるが、放蕩の限りを尽くした。
| 前任 クロード・グロー・ド・ボーズ | アカデミー・フランセーズ 席次34 第5代：1753年 - 1771年 | 後任 ピエール＝ローラン・ビュワレット・ド・ベロワ |